# Il cecchino paziente
Il cecchino paziente è un romanzo di Arturo Pérez-Reverte pubblicato nel 2013 in Spagna ed edito in Italia da Rizzoli.

## Trama
Alejandra "Lex" Varela, specialista in arte urbana, viene incaricata contattare il misterioso artista dei graffiti Sniper per conto di una casa editrice. Questo la porterà ad entrare nel mondo dei graffiti a Madrid, Lisbona, Verona e Napoli.

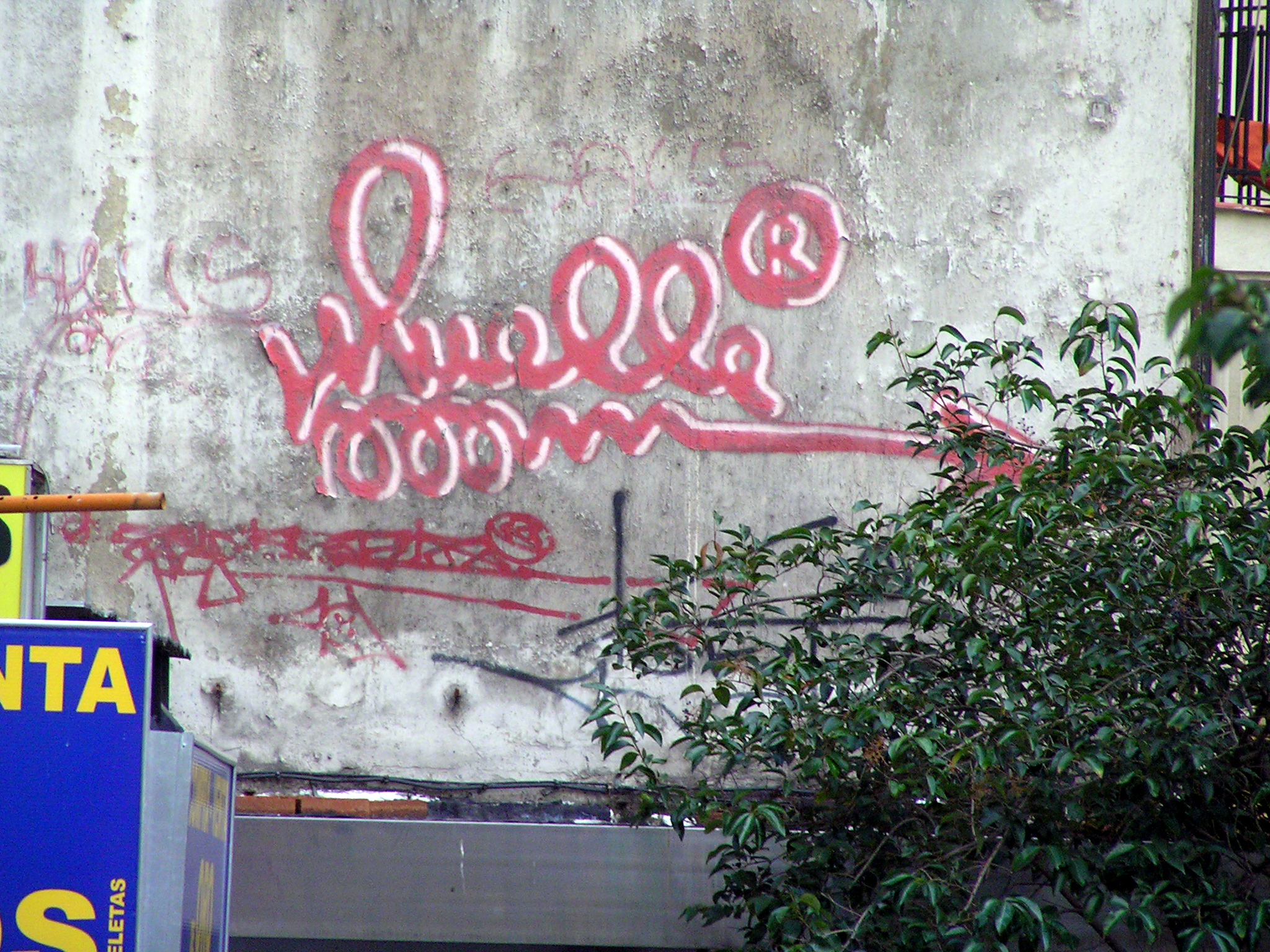
La firma di Muelle in calle Montera a Madrid, citata nel romanzo